# Стифтамты Норвегии

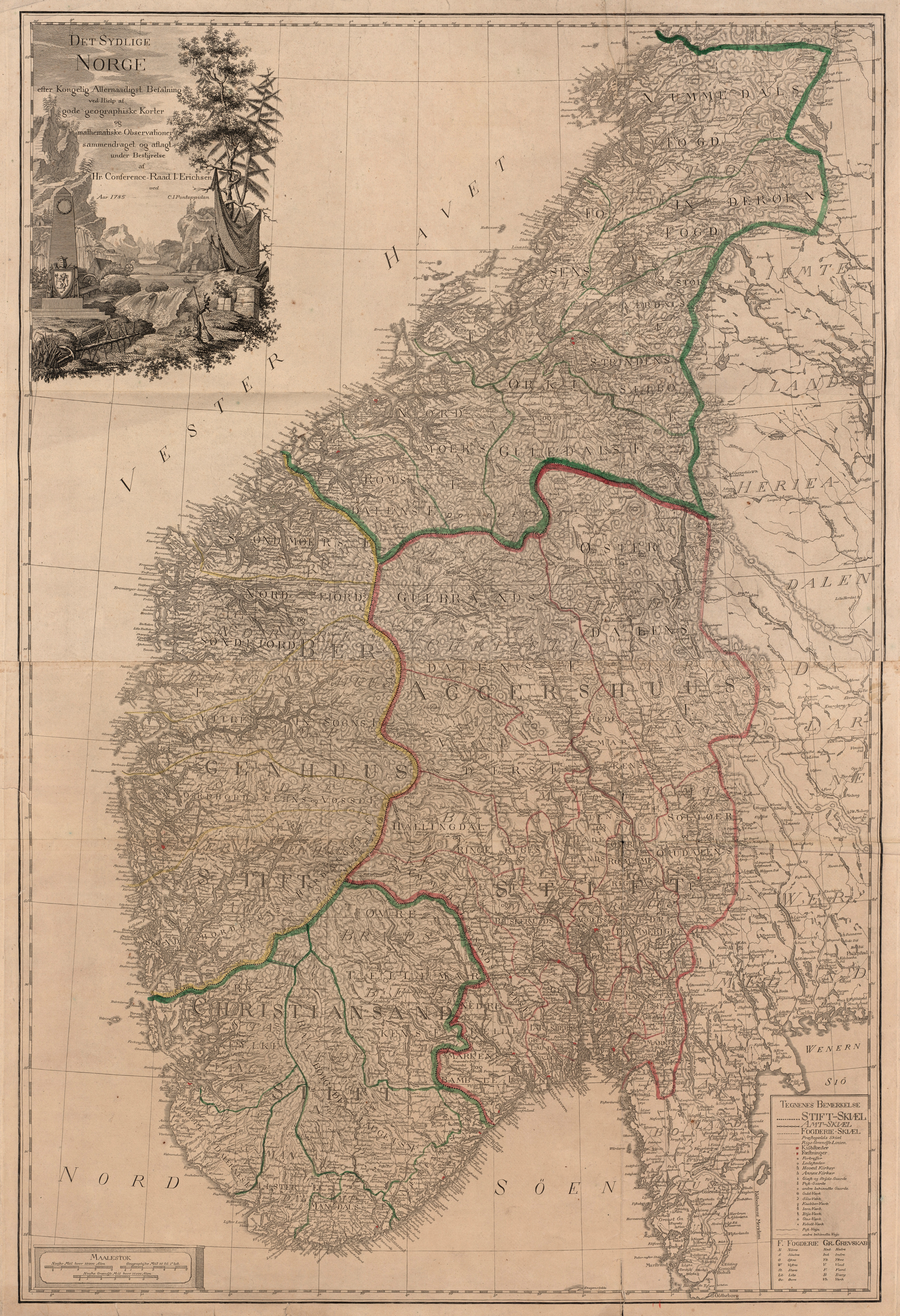
Карта южной Норвегии, 1785

Стифтамт (дат. stiftamt, также hovedamt — «главный амт») — одна из крупных административных областей в пределах диоцеза (stift). Административным центром был город, где находилась резиденция епископа. Стифтамт имел ту же территорию, что диоцез. Административное деление на стифтамты и амты существовало в Норвегии с 1662 по 1918 год. Стифтамтом управлял стифтамтман (stiftamtmann).
В 1660 году датский король Фредерик III ввёл абсолютную монархию в Датско-норвежской унии. Средневековое деление на лены было упразднено. В 1662—1671 годах созданы более крупные административный единицы — губернии (амты) и стифтамты (главные амты). Первоначально Норвегия была поделена на четыре стифтамта: Акерсхус (основан в 1664 году, с 1843 года — Кристиания) на юго-востоке, Ставангер (основан в 1669 году) на юге, Берген (основан в 1669 году) на западе и Тронхейм (основан в 1662 году) на севере. В 1682 году Ставангер заменён на Кристиансанн. В 1844 году стифтамт Тронхейм разделён на две части, создан стифтамт Тромсё на севере.
В состав стифтамта входил ряд амтов. Например, амт Смоленене входил в стифтамт Кристиания, амт Листер и Мандал — в Кристиансанн, амт Ромсдал — в стифтамт Тронхейм.
Управлял стифтамтом гражданский чиновник — стифтамтман, назначенный королём. Cтифтамтманам подчинялись амтманы — управлявшие амтов, бургомистры — управлявшие городов, также назначавшиеся королём, и их советники.
С 1864 по 1918 год амтман, управлявший амтом Хедмарк, носил титул стифтамтмана.
Деление на стифтамты сохранилось в Шведско-норвежской унии и в первые годы независимости. Стифтамты  упразднены 1 января 1919 года, тогда же датский термин «амт» заменён на норвежский «фюльке».

## Стифтамтманы Акерсхуса
- 1664–1679 Ульрик Фредерик Гюлленлёве
- 1679–1681 Эрик Баннер[норв.]
- 1682–1694 Юст Хёай[норв.]
- 1837—1839 Ханс Петерсен

## Стифтамтманы Бергена
- 1681–1699 Кристиан Гюлленлёве[англ.]

## Стифтамтманы Тронхейма
с 1804 года одновременно амтманы Южного Тронхейма
- 1804—1810 Эрик Муст Ангелль[англ.]
- 1810—1832 граф Фредерик Трампе
- 1832—1840 Фредрик Рийс[англ.]